# Terry Ricardo Thomas
Pour les articles homonymes, voir Thomas.
Terry Ricardo Thomas (né le 1er mai 1997) est un athlète jamaïcain spécialiste des épreuves de sprint.

## Biographie
Il remporte la médaille de bronze du relais 4 × 400 m lors des championnats du monde juniors 2016 à Bydgoszcz et la médaille d'argent du relais 4 × 400 m lors des championnats du monde d'athlétisme 2019 à Doha.